# Drosendorf-Zissersdorf
Drosendorf-Zissersdorf is een gemeente in de Oostenrijkse deelstaat Neder-Oostenrijk, gelegen in het district Horn (HO). De gemeente heeft ongeveer 1300 inwoners.

## Geografie
Drosendorf-Zissersdorf heeft een oppervlakte van 53,45 km². Het ligt in het noordoosten van het land, ten noordwesten van de hoofdstad Wenen en iets ten zuiden van de grens met Tsjechië.

## Bezienswaardigheden
Drosendorf heeft nog een oude stadsmuur, compleet met torens, een oude poort (vroeger waren er twee poorten) en een burcht. Verder heeft het stadje een driehoekig plein in het centrum, waar de kerk en de Rolandssäule staan.

## Galerij

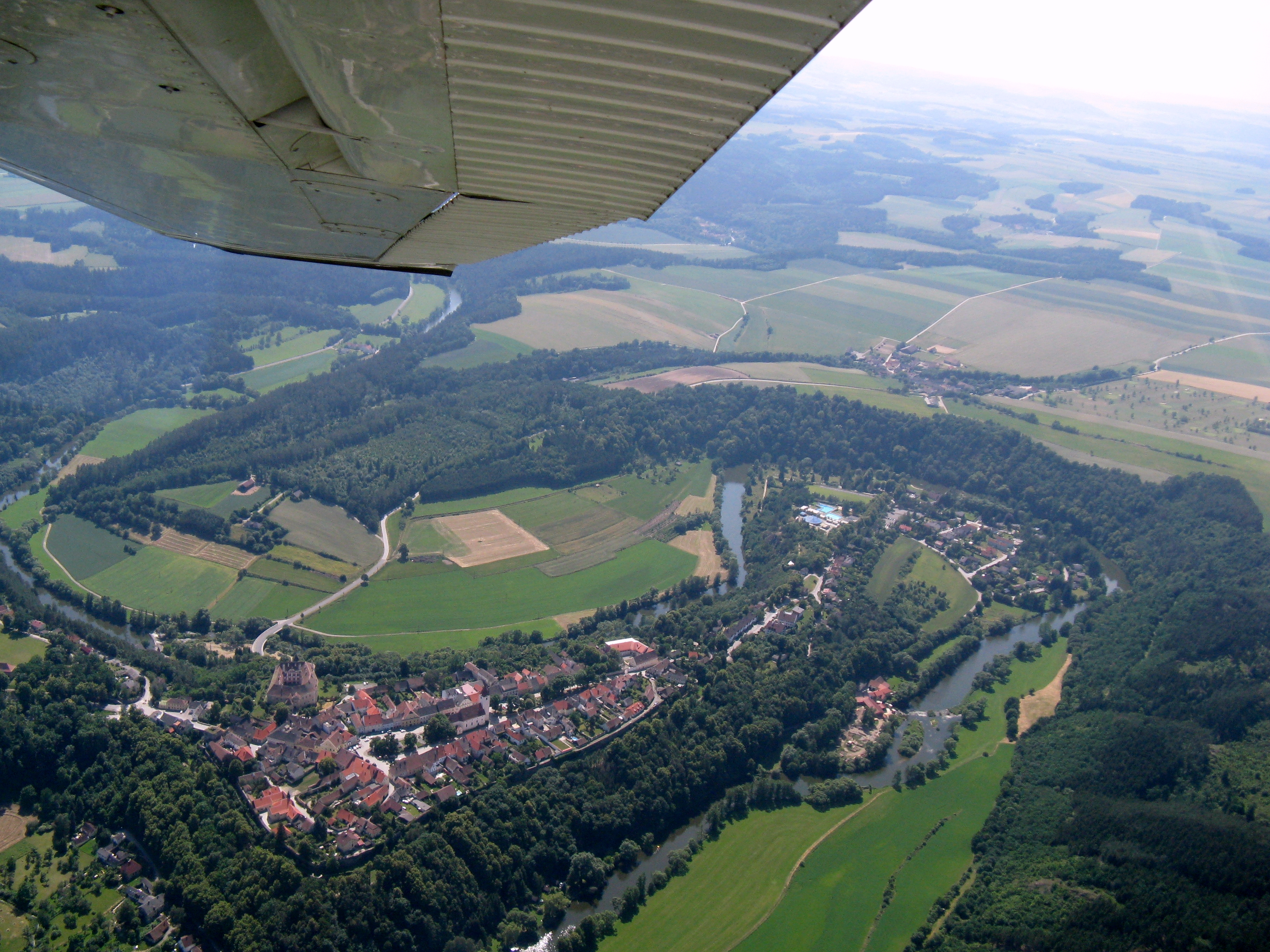
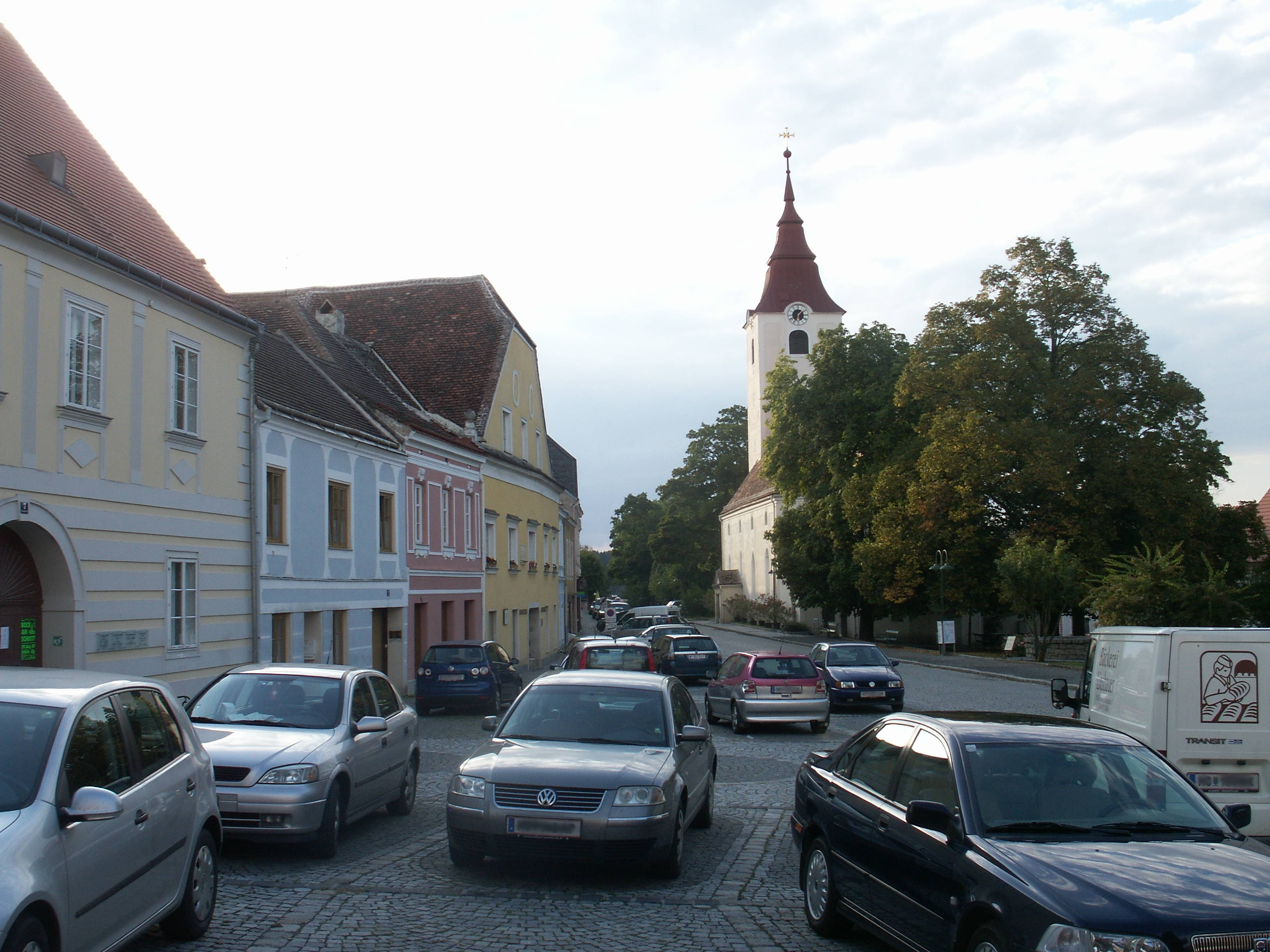
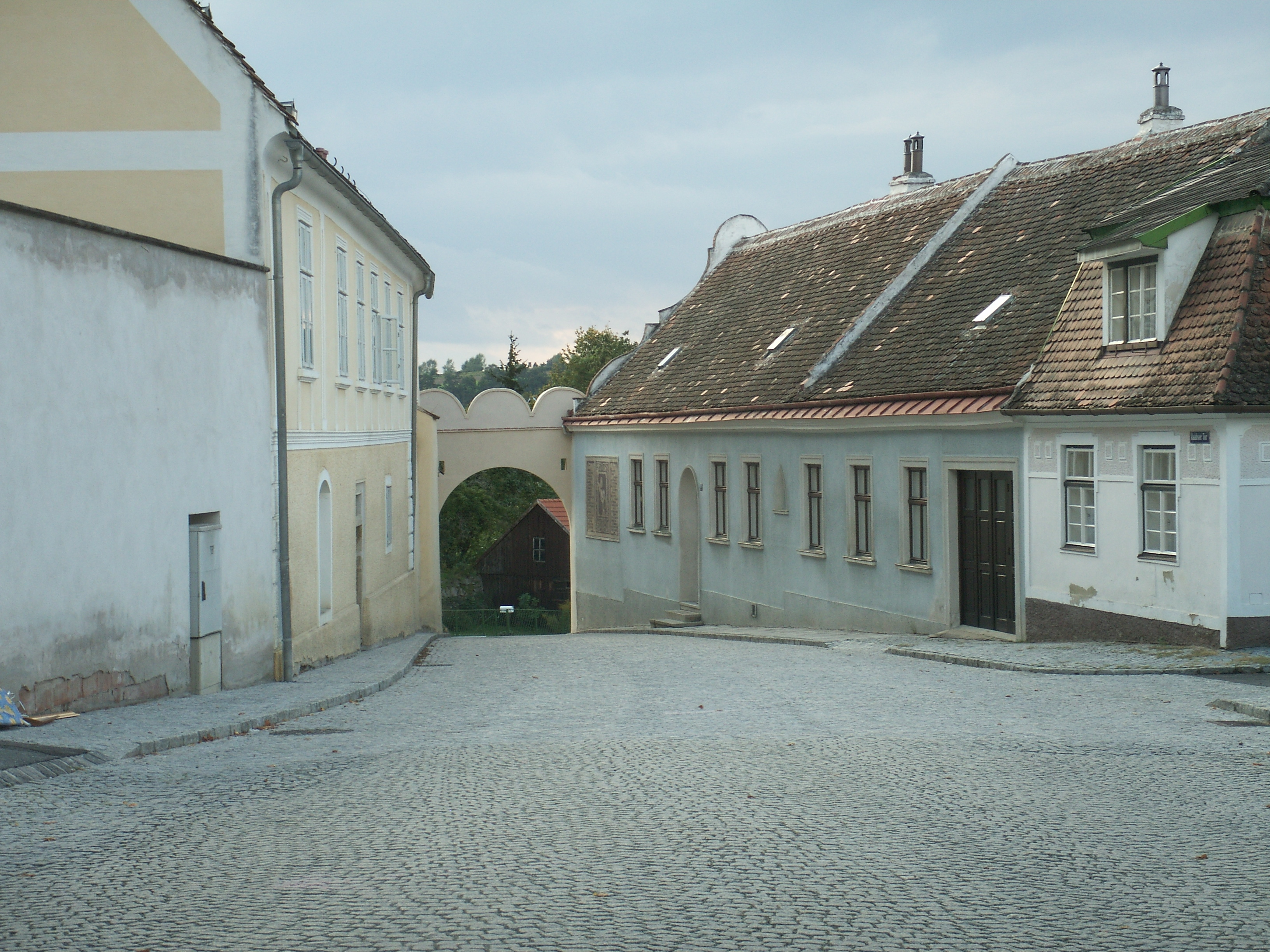
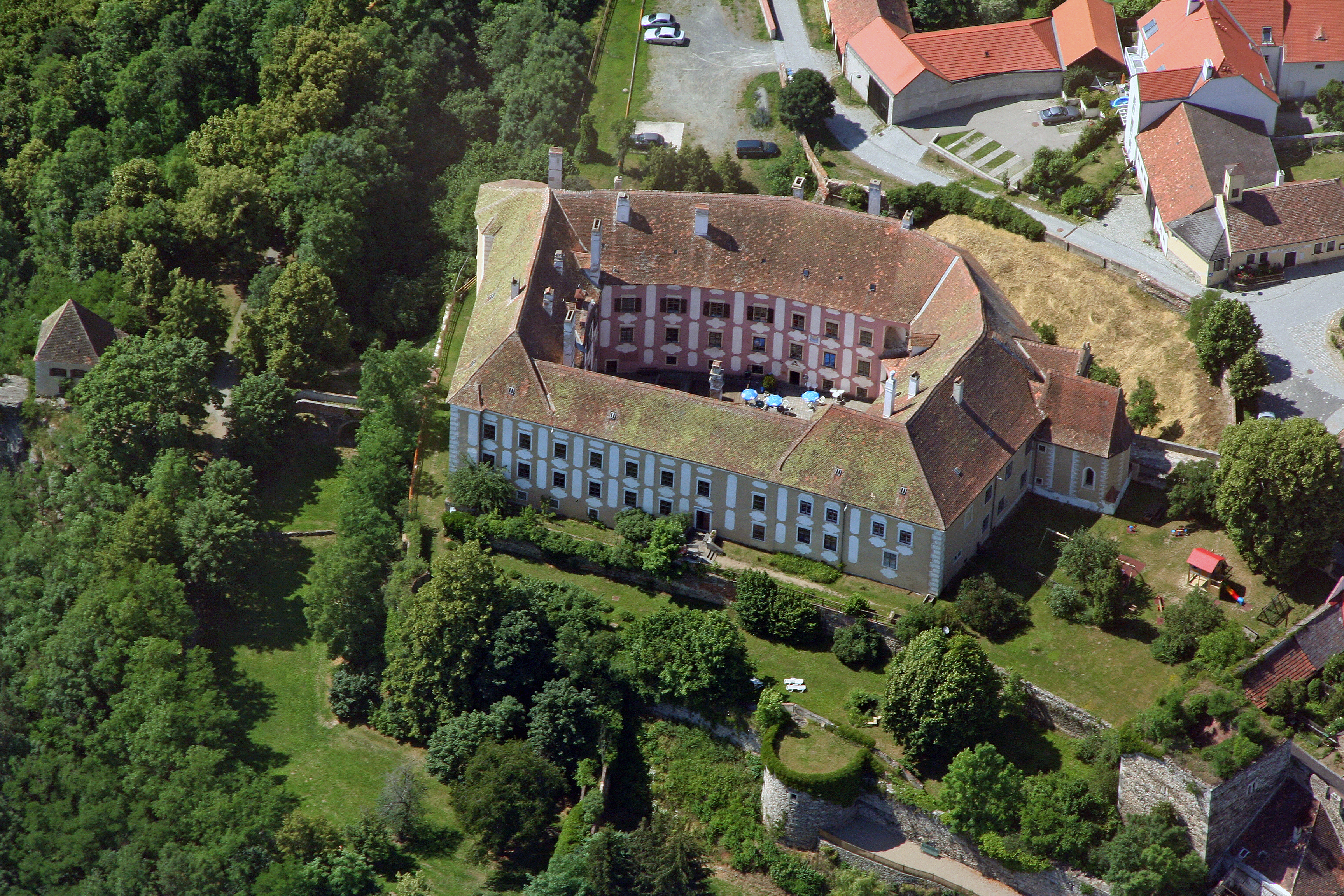
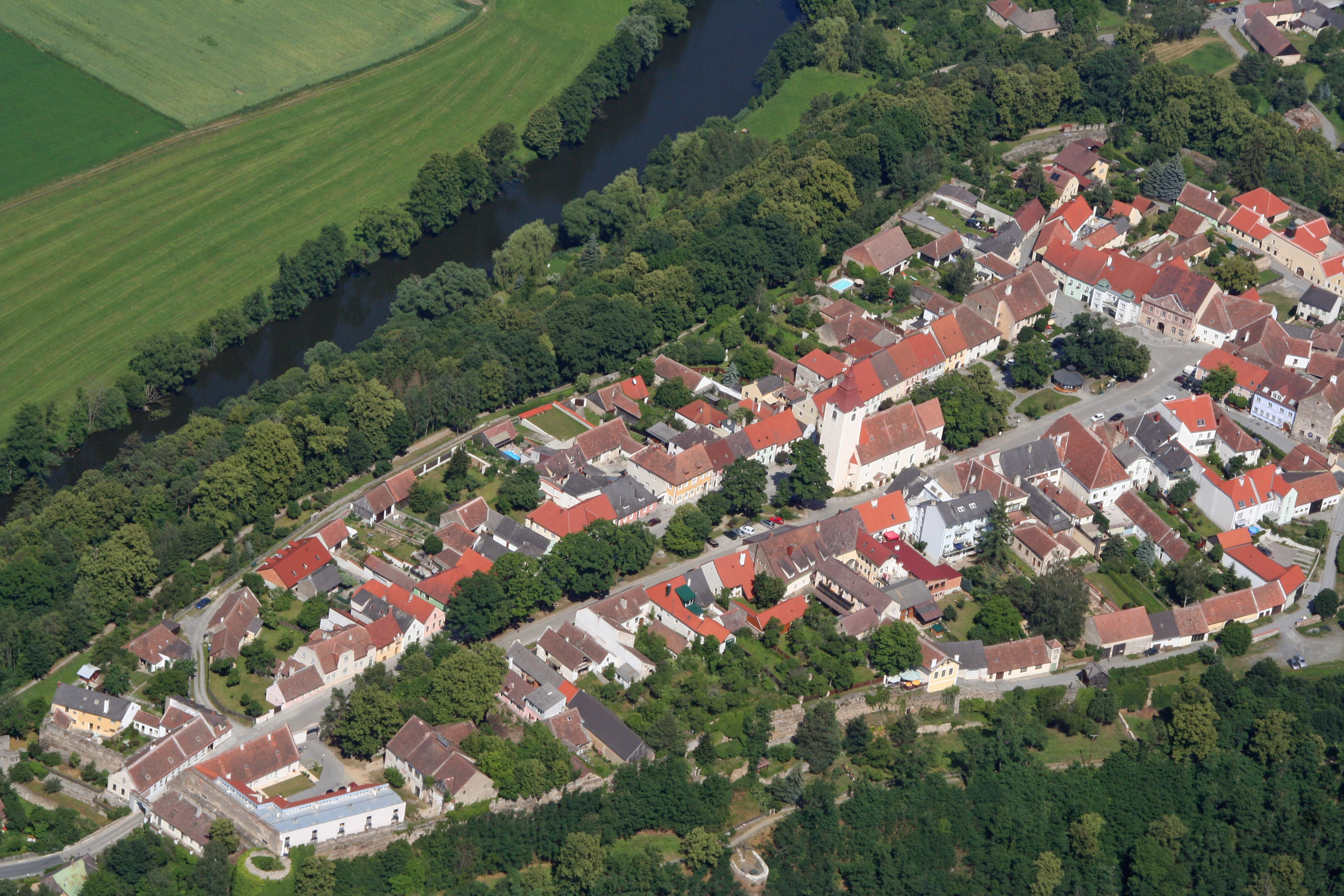
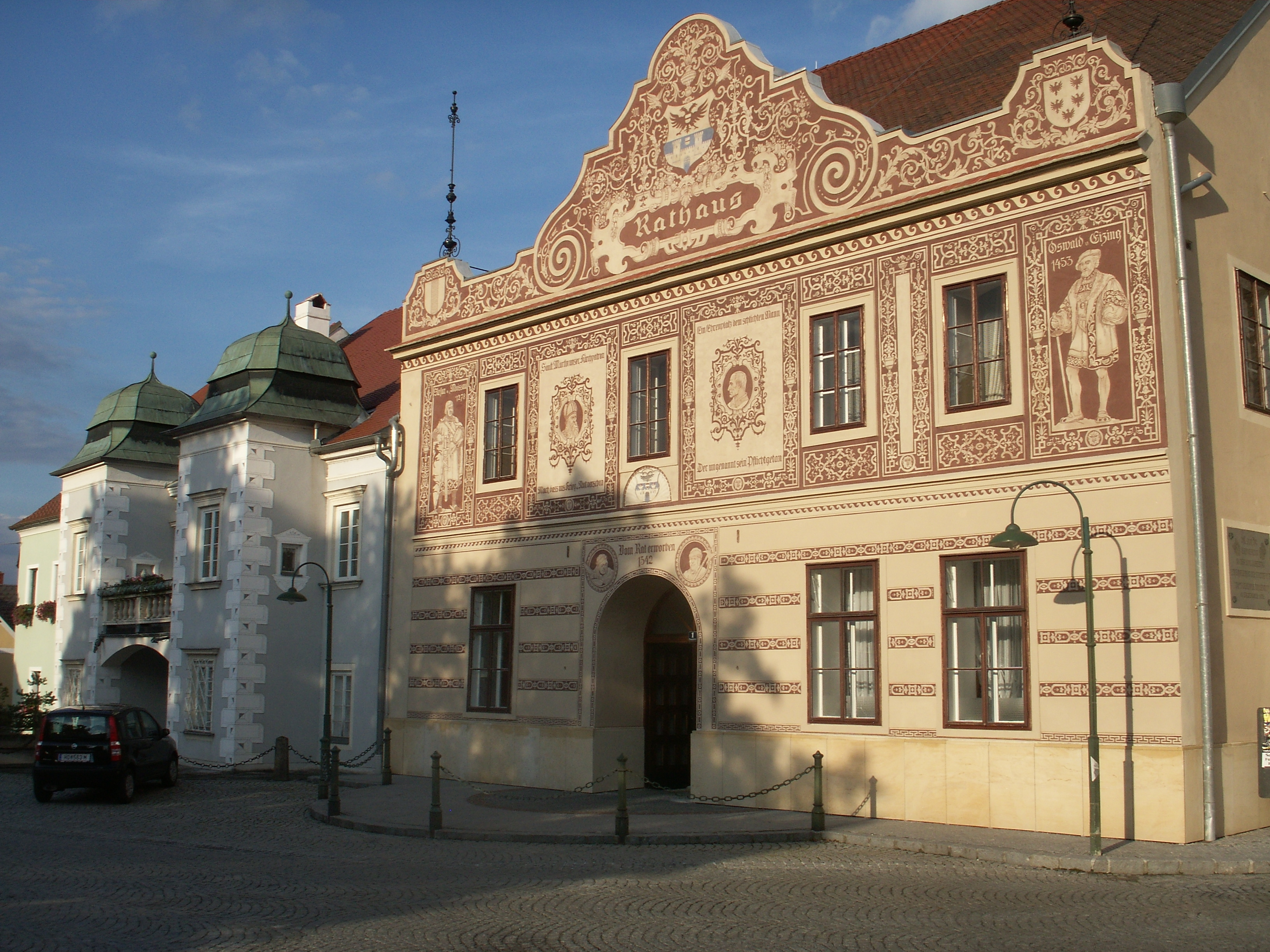

Altenburg · Brunn an der Wild · Burgschleinitz-Kühnring · Drosendorf-Zissersdorf · Eggenburg · Gars am Kamp · Geras · Horn · Irnfritz-Messern · Japons · Langau · Meiseldorf · Pernegg · Röhrenbach · Röschitz · Rosenburg-Mold · Sigmundsherberg · Sankt Bernhard-Frauenhofen · Straning-Grafenberg · Weitersfeld
- Gemeinsame Normdatei: 4314280-1
- Library of Congress Control Number: n00037109
- MusicBrainz: 006cbc12-18e1-4126-9807-b8d9df63d538
- Nationale Bibliotheek van Tsjechië: ge259569
- Nationale Bibliotheek van Israël: 987007471658805171
- Virtual International Authority File: 243588436